# Sela pri Jugorju
Sela pri Jugorju – wieś w Słowenii, w gminie Metlika. W 2018 roku liczyła 38 mieszkańców.